# 루이스 앙헬 곤살레스 마치

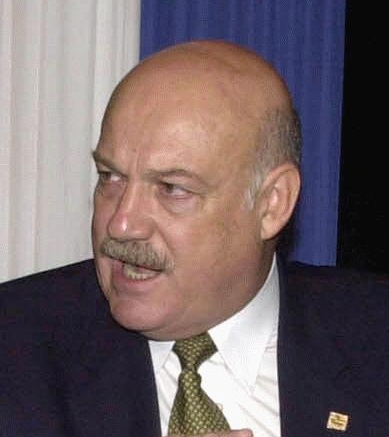

루이스 앙헬 곤살레스 마치(스페인어: Luis Ángel González Macchi, 1947년 12월 13일 ~)는 파라과이의 전 대통령이다. 전 농구 국가대표 출신이다.
1999년 아르가냐 부통령의 암살을 비롯한 파라과이 내의 잦은 테러로 인해 라울 꾸바스(Raúl Cubas) 전 대통령의 탄핵이 진행되었고, 이에 꾸바스는 앞서 사임했다. 그러자 마치는 꾸바스 전 대통령의 남은 임기를 승계하고자 했다. 임기 초반에는 파라과이 내의 협력을 추진하였고 단결을 강조했다. 또한 그는 부패 추방을 공약으로 내걸었다(). 그러나 대규모 부정축재와 뇌물수수 혐의 등으로 비난을 받았다. 임기 말에는 니까노르 두아르떼(Nicanor Duarte)를 지지하였고, 2003년 임기 만료에 따라 퇴임했다. 재임 중 'S-Angel'이란 이름으로 스위스 계좌에서 백만 달러를 빼돌리는 등 온갖 부패를 저질렀고, 이로 인해 그는 징역 8년형을 선고받았다.
오늘날 그의 정권은 파라과이 역사상 최악의 정권 중 하나로 손꼽힌다.